# Taranto Open 1991
Il Taranto Open 1991 è stato un torneo di tennis giocato sulla terra rossa. 
È stata la 5ª edizione del torneo, che fa parte della categoria Tier V nell'ambito del WTA Tour 1991. 
Si è giocato a Taranto in Italia, dal 29 aprile al 5 maggio 1991.

## Campionesse

### Singolare
Emanuela Zardo ha battuto in finale  Petra Ritter con il punteggio di 7–5, 6–2

### Doppio
Alexia Dechaume /  Florencia Labat hanno battuto in finale  Laura Golarsa /  Ann Grossman con il punteggio di 6–2, 7–5